# Малезас, Стелиос
Стилианос (Сте́лиос) Малеза́с (греч. Στέλιος Μαλεζάς; род. 11 марта 1985, Катерини) — греческий футболист, защитник; тренер. Выступал за сборную Греции.

## Клубная карьера
Малезас — воспитанник «Катерини». В 2003 году перешёл в ПАОК и подписал первый профессиональный контракт. В сезоне 2004/05 играл в аренде в «Иродотосе» и по возвращении в ПАОК постепенно начал привлекаться к играм основной команды.
В сезоне 2008/09 Малезас стал основным защитником клуба из Фессалоников. 6 февраля 2009 года продлил с ПАОКом контракт до 2013 года. 11 июля 2014 года Малезас заключил двухлетний контракт с греческим «Панетоликосом». А затем снова вернулся в ПАОК.
24 июня 2019 года Малезас на правах свободного агента присоединился к «Шкода Ксанти».

## Карьера в сборной
28 февраля 2010 года Малезас был вызван в сборную Греции на товарищеский матч с командой Камеруна, но на поле не вышел. Месяцем позже стало известно, что тренер греческой команды Отто Рехагель включил игрока в заявку на чемпионат мира, где Стелиос также не провёл ни одного матча.